# Toyota Championships
Il Toyota Championships è stato il torneo femminile di tennis di fine anno che si è disputato dal 1981 al 1982. Il torneo non venne più disputato quando la Virginia Slims divenne di nuovo lo sponsor ufficiale del WTA Tour nel 1983.

## Albo d'oro

### Singolare
| Anno | Nome del torneo             | Città                            | Superficie | Campionessa         | Finalista           | Punteggio     |
| ---- | --------------------------- | -------------------------------- | ---------- | ------------------- | ------------------- | ------------- |
| 1981 | Toyota Series Championships | East Rutherford, New Jersey, USA | Sintetico  | Tracy Austin        | Martina Navrátilová | 2–6, 6–4, 6–2 |
| 1982 | Toyota Series Championships | East Rutherford, New Jersey, USA | Sintetico  | Martina Navrátilová | Chris Evert         | 4–6, 6–1, 6–2 |

### Doppio
| Anno | Campionesse                     | Finalista                      | Punteggio |
| ---- | ------------------------------- | ------------------------------ | --------- |
| 1981 | Martina Navrátilová Pam Shriver | Rosemary Casals Wendy Turnbull | 6–3, 6–4  |
| 1982 | Martina Navrátilová Pam Shriver | Candy Reynolds Paula Smith     | 6–4, 7–5  |